# Gorka Verdugo
Gorka Verdugo Markotegi (Echarri-Aranaz, Navarra, 4 de noviembre de 1978) es un exciclista español.
Debutó como profesional el año 2004 con el equipo Euskaltel-Euskadi, en el que estuvo hasta su desaparición en 2013.

## Palmarés
No consiguió ninguna victoria como profesional.

## Resultados en Grandes Vueltas
Durante su carrera deportiva consiguió los siguientes puestos en las Grandes Vueltas:
| Carrera | Carrera         | 2004 | 2005 | 2006 | 2007 | 2008 | 2009 | 2010 | 2011 | 2012 | 2013 |
| ------- | --------------- | ---- | ---- | ---- | ---- | ---- | ---- | ---- | ---- | ---- | ---- |
|         | Giro de Italia  | —    | 68.º | —    | —    | —    | —    | —    | —    | —    | 64.º |
|         | Tour de Francia | —    | —    | 73.º | 48.º | 71.º | 61.º | 36.º | 25.º | Ab.  | —    |
|         | Vuelta a España | —    | —    | —    | —    | —    | —    | 84.º | 36.º | 11.º | 63.º |

—: No participa
Ab.: Abandono

## Equipos
- Euskaltel-Euskadi (2004-2012)
- Euskaltel Euskadi (2013)